# Carlos García-Bedoya Zapata
Carlos García-Bedoya Zapata (* Lima, 30 de abril de 1925 - † 2 de octubre de 1980) fue un abogado y uno de los diplomáticos peruanos más ilustres del siglo XX y mentor principal de la política exterior peruana de su época.

## Biografía
Carlos García-Bedoya nació en Lima. Fue hijo de Telesforo García Bedoya y de Olga Zapata. Estuvo casado con María Eugenia Maguiña Larco y fue padre de Roxana, Olga, Carlos y Claudia García-Bedoya Maguiña. Fue suegro de Alberto Adrianzén. 
Estudió Derecho en la Universidad Nacional Mayor de San Marcos, en la que se recibió de abogado. 
Profesor de la Academia Diplomática del Perú y de la Pontificia Universidad Católica del Perú, García Bedoya colaboró en varios medios de comunicación con importantes artículos sobre relaciones internacionales.

## Carrera diplomática
García Bedoya ingresó a la Cancillería en 1947. 
Autor del libro Política Exterior Peruana. Teoría y Práctica, de indispensable consulta para los estudiosos de la problemática mundial y de asuntos diplomáticos. 
Desde la presidencia de la Comisión Especial de Estudio y Reestructuración del Sistema Interamericano, García Bedoya contribuyó positivamente al fortalecimiento de la Organización de los Estados Americanos, sobre todo en lo relativo a la cooperación hemisférica. 
Fue Segundo Secretario en la Embajada de Perú en Argentina.
En el Ministerio de Relaciones Exteriores ejerció las Direcciones de Asuntos Políticos y de Asuntos Legales. Fue el primer responsable de la Subsecretaría de Planeamiento.
Fue Ministro Consejero de la Embajada del Perú en Francia y luego Encargado de Negocios en la misma misión.
Desde 1972 hasta 1976 fue Viceministro de Relaciones Exteriores. Como tal, fue arquitecto de la fórmula latinoamericana que dejó en libertad a los miembros de la OEA para restablecer relaciones diplomáticas con Cuba. Fue asimismo propulsor y Presidente del Consejo Andino de Ministros de Relaciones Exteriores, que coadyuvó de manera significativa en la solución de crisis regionales.
En 1976 fue nombrado Embajador del Perú en los Estados Unidos, cargo que en el que permaneció hasta 1979. 

## Ministro de Relaciones Exteriores
En febrero de 1979 fue nombrado Ministro de Relaciones Exteriores por el presidente Francisco Morales Bermúdez. Renunció al ministerio en noviembre del mismo año.

| Predecesor: José de la Puente Radbill | Ministro de Relaciones Exteriores del Perú 1 de febrero de 1979 a 30 de noviembre de 1979 | Sucesor: Arturo García García |